# Aice5 In Wonder RADIO
Aice5 In Wonder RADIO（あいすいんわんだーれでぃお）は、声優ユニット・Aice5のメンバーがパーソナリティを務めるインターネットラジオ番組。スターチャイルド公式ホームページ内スタチャインターネットラジオから配信されている。

## 概要
2006年8月20日に行われたシークレットライブ「We Believe Your Love」でこのラジオの放送が発表された。第一回は2006年8月21日配信。第二回以降は毎週金曜日に2007年9月14日までに配信されていた。タイトルはリーダーの堀江が好きな「不思議の国のアリス（Alice in Wonderland）」をもじったもの。

## パーソナリティー
メインパーソナリティーは2ヶ月ごとに後述のゲーム「Aice5 World Championship」の結果により2人ずつ交代で担当してゆく。
これまでのメインパーソナリティー
（第1回、stage間、9月14日（最終回）は全員が出演。）
- 1st stage（2006年8月25日～10月20日）

堀江由衣・浅野真澄
- 2nd stage（2006年11月10日～12月29日）

たかはし智秋・木村まどか
- 3rd stage（2007年1月19日～3月23日）

堀江由衣・神田朱未
- 4th stage（2007年4月13日～6月15日）・Last stage（2007年7月6日～9月7日）

たかはし智秋・神田朱未

## コーナー
第1回はメンバーの自己紹介と、「Aice5 World Championship」のコーナーのみ行われた。その他各コーナーは第2回より始まる。
To The Glory
スポ魂のようなコーナー。2ヶ月ごとに5に足りないものを目標として定め、その目標を達成するために二人のメインパーソナリティーが訓練していくコーナー。はじめの回にメインパーソナリティーが目標を出し合い、どちらを選ぶかはスタッフが決める。
これまでの目標
- 1st stage:グルメ力を養う（提案者:浅野）
- 2nd stage:萌え Yo Aice5!（提案者:たかはし）
- 3rd stage:ほっちゃん・かんちのモテ語録
- 4th stage:ワインレッドなハートブレイク（提案者：たかはし）
- Last stage:ワインレッドは、ア・イ・ス・い・ろ

「Aice5 World Championship」
毎回、リスナーから寄せられた『～～といえば？』という問題に5人が答えるが、他のメンバーと答えがかぶってはならない。 
答えがかぶらなかったメンバーは1ポイント獲得する。このコーナーは、2ヶ月1ステージ制で行い、そのときの獲得ポイントが上位の2名が、次のステージでメインパーソナリティになる。
たとえば、第1回は練習で、「ウィークデーといえば？」という問題が出題され、各メンバーは以下のように答えた。
- 神田『火曜日』
- たかはし『月曜日』
- 堀江『月曜日』
- 木村『水曜日』
- 浅野『木曜日』

このとき、答えがかぶらなかった神田・木村・浅野の3人に1ポイントが与えられる。
『短期集中講座！Aice5の素』（Last stage）
「Aice5 World Championship」の後続
『物質は4つの元素からなる』。この言葉を信じるのなら、Aice5のメンバーも4つの元素からできているはず。
Aice5って、何からできているんだろう？このコーナーでは、彼女たちの素になっていそうなものを募集する。 

### ミニコーナー
メインパーソナリティー以外の3人が担当するコーナー

#### 現在
「まどか特製 いえろがるたっ!!」
3rd stageと同じ
「ふつおたグリングリン・リターンズ」
4th stageと同じ
「青春リーダー白書」
2nd stageと同じ

#### 過去のミニコーナー

##### 1st stage(2006年8月25日～10月20日)
「神田朱未のレッドゾーンを追え!」
レッドの神田が、熱いセリフを叫ぶコーナー。合言葉は「レッドゾーン!」。このコーナーでは神田が「○E○O」でAice5の秘密基地のミニチュアを作っていくが、そのパーツをかけてミッションを行う。そのミッションとは、リスナーから送られてきた5つの熱い台詞を叫び（熱くないものを送ってもよい）、スタッフが熱く叫べていると判定すると赤い旗が、そうでなければ白い旗を揚げる。5つのうち3つ以上赤い旗が揚がればミッションクリアとなり、よいパーツがもらえるというものとされていたが、コーナー2回目（2006年9月1日配信）にしてルールが変更され、台詞の数は3つとなり、成功した台詞の数が1つで悪いパーツをゲット、2つでよいパーツをゲット、3つで前回失敗してもらえなかったパーツも合わせてゲットできることとなった。なお1つも成功しないと特製レッドドリンクを飲まされる。
「たかはし智秋のパープル萌え戦記」
萌えに最も遠い存在と言われるたかはしが、「世の中に存在する様々な萌え」を研究するコーナー。リスナーからは「研究してほしい萌え」を募集する。たかはしが、様々なシチュエーションを実践し、スタッフが「萌え」または「萎え」の札を上げて判定する。
「木村まどかの侍イエロー」
「ありえない」が口癖の木村が、リスナーから寄せられた日常の中に存在する「ありえない事」を斬り捨てていくコーナー。ありえない場合は「切り捨て御免」、ありえる場合は「みねうちでござる」と言う。ただその判定には多分に木村の主観が入っている。

##### 2nd stage(2006年11月10日～12月29日)
「神田朱未の癒し庵・くれなゐ」
声優界最強のツンデレキャラ神田朱未を癒しキャラに変えていくため、神田朱未を精一杯癒してあげようというコーナー。リスナーからは、「神田さんを癒す、日常で起こった癒しエピソード」を募集する。
「堀江由衣の青春リーダー白書」
未熟なリーダー、堀江由衣が立派な最強のリーダーになれるよう成長させるコーナー。リスナーからは、「リーダーとして的確な判断が必要なシチュエーション」と「その対処方法」を「良いリーダーの場合」、「悪いリーダーの場合」、「Aice5のリーダーの場合」に分けて募集する。
「ますみの人生フカミドリ!!」
浅野の悩みを毎週発表し、それに対する「解決法｣と「リスナーの悩み｣を募集する。そして、翌週の配信でそれに答えていくというコーナー。

##### 3rd stage(2007年1月19日～3月23日)
「青春グリーン白書」
グリーンらしからぬグリーン、浅野真澄がAice5最強のグリーンとして成長するためのコーナー。リスナーからは、「Aice5グリーンが遭遇したシチュエーション」と 「そのときグリーンがとるべき正解」をセットで募集する。 
「まどか特製　いえろがるたっ!!」
いろはがるたのAice5版を作るコーナー。毎週いろはの順にリスナーの送ったいえろがるたを紹介し、その中で最も良かったものを、まどか特製「いえろがるた」に認定する。
「ヤンボー　パーポー　元気予報」
たかはし智秋のテンションの限界を探るべく、たかはし智秋を「ギブアップ」と言わせようというコーナー。リスナーからは「たかはし智秋をギブアップと言わすこと･方法」を募集する。

##### 4th stage(2007年4月13日～6月15日)
「まどか特製 いえろがるたっ!!」
3rd stageと同じ
「ふつおたグリングリン」
浅野真澄がメインパーソナリティーになりそびれ続けているためにミニコーナーのネタがなくなったためにはじめたミニコーナー。ふつおたを紹介する。
「青春リーダー白書」
2nd stageと同じ

## 主題歌
オープニングテーマ「Get Back」
エンディングテーマ「友情物語」